# Совкомбанк Арена
«Совкомбанк Арена» (до июля 2025: «Нижний Новгород») — футбольный стадион международного класса. Расположен в Нижнем Новгороде на Стрелке — месте впадения реки Оки в Волгу. Является домашней ареной футбольного клуба «Пари Нижний Новгород» и используется в качестве многофункционального спортивного комплекса.
В рамках чемпионата мира по футболу 2018 года здесь прошли 4 матча группового этапа, матч 1/8 финала и четвертьфинал.

## Общая информация о стадионе
Общая площадь здания стадиона составляет 127 500 м².
Вместимость стадиона составляет 45 000 мест, в том числе 902 места для маломобильных групп населения вместе с сопровождающими. После завершения турнира стадион стал использоваться для проведения домашних матчей футбольного клуба «Пари Нижний Новгород» в ФНЛ и Чемпионате России.
Весной 2017 года бывший губернатор Валерий Шанцев предположил, что стадион будет использоваться для соревнований и по другим видам спорта, а также для других крупных мероприятий и концертов.
С начала сезона 2025/2026 стадион носит название «Совкомбанк Арена».

### Безопасность
К чемпионату мира по футболу 2018 на стадионе оборудовали системы сигнализаций и оповещения, металлодетекторы, индикаторы опасных жидкостей и взрывчатых веществ, были организованы 30 постов круглосуточной охраны.

## Выбор места для стадиона
Строительство стадиона предлагалось в заявке на участке, расположенном на территории полуострова Печёрские пески вдоль берега Гребного канала (правый берег Волги) как часть спортивной зоны, включающей в себя также комплекс трамплинов, гостиницы, объекты гребного спорта, а также яхт-клуб. Однако Правительство Нижегородской области посчитало нецелесообразным и чрезмерно затратным его строительство на Гребном канале.
Место, где велось строительство стадиона, определялось оргкомитетом ЧМ-2018 и Правительством Нижегородской области в августе—сентябре 2011 года. По состоянию на июль 2011 года рассматривались 2 площадки — в районе деревни Ольгино (Приокский район) и Молитовского моста (Ленинский район). 25 июля 2011 бывший губернатор области Валерий Шанцев сообщил, что строительство стадиона будет рекомендоваться в районе деревни Ольгино на южной границе Нижнего Новгорода. Эту идею поддержали также бывший глава городской администрации Олег Кондрашов, директор областного департамента градостроительного развития Александр Бодриевский и генеральный директор ФК «Волга» Сергей Анисимов. 1 августа инициативная группа болельщиков нижегородской «Волги» опубликовала открытое письмо на имя губернатора, в котором выражалось недовольство выбором места для нового стадиона в связи с неудобством его расположения для большого числа болельщиков. Другая часть болельщиков, однако, выступила против этого письма.
В феврале 2012 года город посетила комиссия ФИФА, и место было в очередной раз изменено, а уже в марте было заявлено, что место строительства — район нижегородской Стрелки — окончательно одобрено нижегородским Инвестсоветом.
Участок, отведённый под строительство, примыкает к зоне исторической застройки, на которой находится памятник архитектуры федерального значения — собор Александра Невского. Эта территория хорошо просматривается с реки и из центра Нижнего Новгорода с Кремлёвского холма.

## Строительство
В конце 2014 года министерство спорта РФ подписало контракт с ОАО «Стройтрансгаз» на строительство стадиона стоимостью в 16,756 млрд рублей на площади 21,6 га. Общая сметная стоимость стадиона, включающая помимо строительно-монтажных работ, выполняемых генподрядчиком, также стоимость проектирования, составляет 17,9 млрд руб.
Работы по возведению стадиона «Нижний Новгород» начались в 2015 году.
До конца 2015 году АО «Стройтрансгаз» выполнило основные мероприятия подготовительного этапа работ и часть работ основного периода строительства — земляные работы, устройство свайного поля и укладку монолитного фундамента. Начато возведение монолитных конструкций 1-го этажа стадиона и зданий входных групп.
В 2016 году были завершены основные бетонные работы — возведены все этажи стадиона и трибуны верхнего яруса. Строители приступили к монтажу инженерных систем. К концу 2016 года подрядчик выполнил монтаж металлоконструкций над зоной трибун, включая опорное кольцо — всего более 50 % от общего объёма покрытия стадиона.
В 2017 году была завершена установка в окончательное проектное положение металлоконструкций покрытия, бетонирования трибун нижнего яруса и пешеходной эстакады. Также строителям предстояло осуществить монтаж кровли, фасада, устройство футбольного поля, завершить отделочные работы.
По условиям контракта, строительно-монтажные работы завершились в декабре 2017 года.
В июле 2017 года на стадионе приступили к посеву газона. Для засева выбраны несколько сортов газонной травы «Райграс». В основание газона уложили щебень и песок, которые успешно прошли испытания в Шотландии. Через два месяца, когда сформировалась корневая система газона, её прошили полимерными нитями.
Первый матч был сыгран 15 апреля 2018 года.

## Инфраструктура
У стадиона расположена транспортная развязка. В районе Мещерского озера расположена станция метро «Стрелка» за счёт продления Сормовско-Мещерской линии на одну станцию от станции «Московская».
С 2017 года существовавший ранее грузовой порт был ликвидирован. Вместо него появился парк.

## Значимые мероприятия

### Матчи
Матчи чемпионата мира по футболу 2018 года
| Дата         | Время | Команда № 1 | Результат          | Команда № 2 | Группа        | Посетителей |
| ------------ | ----- | ----------- | ------------------ | ----------- | ------------- | ----------- |
| 18 июня 2018 | 15:00 | Швеция      | 1:0                | Южная Корея | Группа F      | 42 300      |
| 21 июня 2018 | 21:00 | Аргентина   | 0:3                | Хорватия    | Группа D      | 43 319      |
| 24 июня 2018 | 15:00 | Англия      | 6:1                | Панама      | Группа G      | 43 319      |
| 27 июня 2018 | 21:00 | Швейцария   | 2:2                | Коста-Рика  | Группа E      | 43 319      |
| 1 июля 2018  | 21:00 | Хорватия    | 1:1 (3:2 пенальти) | Дания       | 1/8 финала    | 40 851      |
| 6 июля 2018  | 17:00 | Франция     | 2:0                | Уругвай     | Четвертьфинал | 43 319      |

Матчи отборочного турнира чемпионата Европы по футболу 2019 года среди молодёжных команд
| Дата             | Время | Команда № 1 | Результат | Команда № 2 | Группа   | Посетителей |
| ---------------- | ----- | ----------- | --------- | ----------- | -------- | ----------- |
| 11 сентября 2018 | 19:00 | Россия      | 1:2       | Сербия      | Группа 7 | 38 763      |

Матчи отборочного турнира чемпионата Европы по футболу 2020 года
| Дата         | Время | Команда № 1 | Результат | Команда № 2 | Группа   | Посетителей |
| ------------ | ----- | ----------- | --------- | ----------- | -------- | ----------- |
| 18 июня 2019 | 21:45 | Россия      | 1:0       | Кипр        | Группа I | 42 228      |

Этот матч стал первой игрой Сборной России по футболу на нижегородском стадионе.
Матчи чемпионата Европы по регби 2020/2021 года
| Дата         | Время | Команда № 1 | Результат | Команда № 2 | Посетителей |
| ------------ | ----- | ----------- | --------- | ----------- | ----------- |
| 17 июля 2021 | 13:30 | Россия      | 26:49     | Португалия  |             |

Этот матч стал первой игрой Сборной России по регби на нижегородском стадионе.
Финал Кубка России по футболу 2021
12 мая 2021 года на стадионе прошёл финальный матч Кубка России сезона 2020/21 годов между московским «Локомотивом» и самарскими «Крыльями Советов». Матч закончился со счётом 3:1 в пользу «Локомотива», на игре присутствовало 20 808 зрителей.
Матчи за Суперкубок России
27 июня 2018 года на стадионе прошёл матч за Суперкубок России между московскими «Локомотивом» и ЦСКА. Победу со счётом 1:0 одержал ЦСКА, в присутствии 43 319 зрителей.
8 марта 2021 года состоялся матч женского Суперкубка страны между командами «Локомотив» и ЦСКА. Победу в матче со счётом 1:0 одержали «железнодорожницы».
Матчи ФК «Пари Нижний Новгород»
На этом стадионе играет футбольный клуб «Пари Нижний Новгород», выступающий в Российской премьер-лиге, регулярно проходят домашние матчи данной футбольной команды, в том числе — в кубке России.
Матчи ФК «Тамбов»
В весенней части чемпионата России сезона 2019/20 футбольный клуб «Тамбов» проводил свои матчи на стадионе «Нижний Новгород» из-за реконструкции и недопуска к принятию матчей чемпионата России стадиона «Спартак» в Тамбове. По словам пресс-службы клуба, они исходили исключительно из экономических соображений. Вариант с ареной «Нижний Новгород» максимально выгоден «Тамбову» по многим аспектам, начиная от вопросов логистики, заканчивая стоимостью целого ряда необходимых организационных услуг, без которых невозможно проведение футбольного матча на высоком уровне. Кроме того, Нижний Новгород — город-миллионник, который давно не видел большого футбола. В первой половине сезона 2019/20 клуб проводил домашние игры в Саранске на стадионе «Мордовия Арена».

### Концерты и фестивали
- 20 июня 2019 года на стадионе выступила группа «Ленинград»
- 16 июля 2019 года на стадионе выступила певица Светлана Лобода
- 21 июля 2019 года на стадионе состоялось шоу Александра Петрова #Зановородиться
- 11 июня 2022 года на стадионе выступила группа «Руки Вверх!»
- 16 сентября 2023 года на стадионе состоялся фестиваль «STADIUM Fest 2023» с участием музыкантов Macan, Jakone & A.V.G, SCIRENA, BAGARDI, Goro.

## Наследие стадиона
Согласно плану, стадион был передан нижегородской футбольной команде. Тем не менее для достижения эффективности использования арены на период после проведения игр чемпионата, стадион рассматривается и как объект, позволяющий проводить музыкальные мероприятия (концерты), различные шоу, экспозиции. Просторные фойе предполагается использовать как место проведения различных выставок и ярмарок, а также семейных праздников со спортивным уклоном. Кроме того, часть помещений подтрибунного пространства переоборудуется для коммерческого использования.
Затраты по содержанию стадиона будут субсидироваться на федеральном уровне до 2023 года.
Осенью 2018 года чиновниками принято решение о строительстве в непосредственной близости от арены ледового Дворца, что может поставить под сомнение возможность в дальнейшем проводить крупные футбольные соревнования на стадионе «Нижний Новгород».